# حتار الأذن
حِتَارُ الأُذُنِ أو حَتَارُ الأُذُنِ أو كِفَافُ الأُذُنِ (بالإنجليزية: Helix)‏ هو الحافة الخارجيّة المقوّسة من صيوان الأذن، تلتف على طول حافة الأذن. يظهر أحيانا نتوء عندما يتجه الحتار من الخلف إلى الأسفل، هذا النتوء يدعى بنتوء دارون.

## صور إضافية

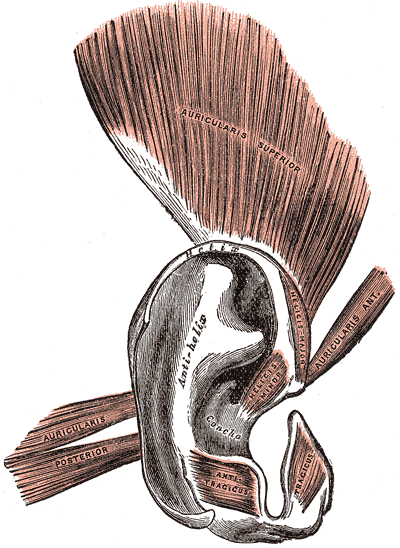
عضلات صيوان الأذن.
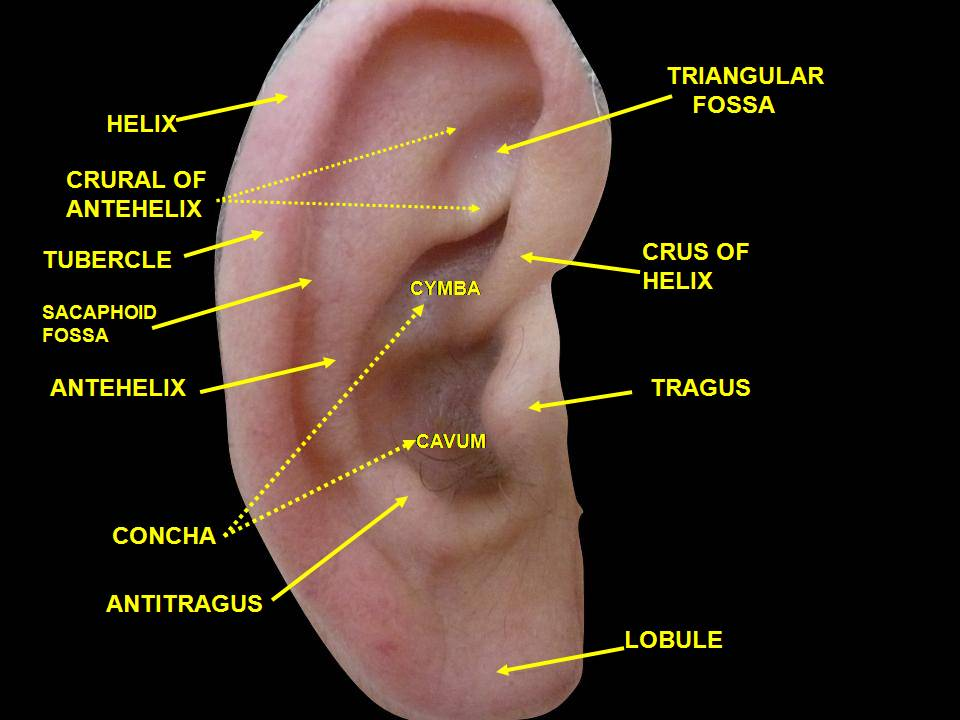
منظهر جانبي لصيوان الأذن اليمنى.
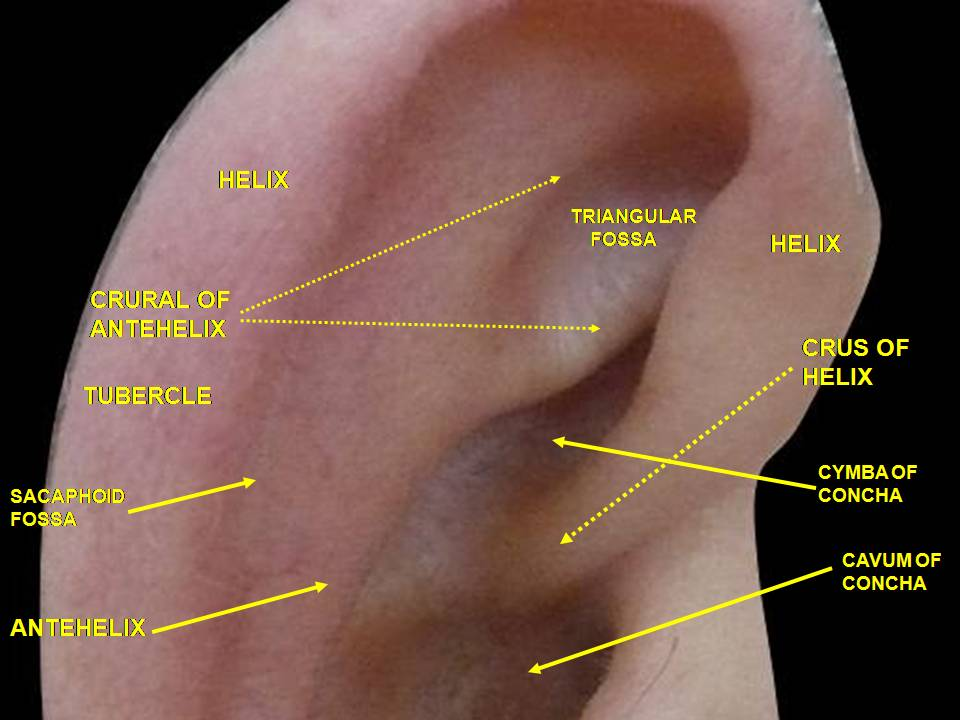
منظهر جانبي لصيوان الأذن اليمنى.
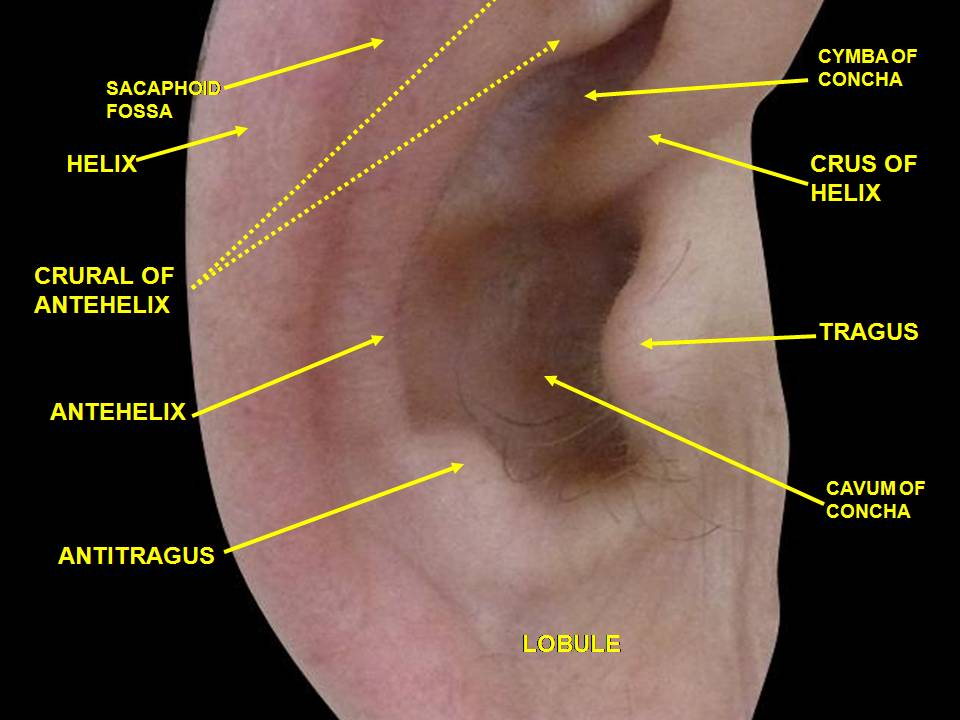
منظهر جانبي لصيوان الأذن اليمنى.